# Breithorn (Sempione)
Il Breithorn (3.438 m s.l.m.) è una montagna delle Alpi del Monte Leone e del San Gottardo nelle Alpi Lepontine. Si trova nel Distretto di Briga nel Canton Vallese.

## Descrizione
La montagna si trova tra il Passo del Sempione ed il Monte Leone. Per distinguerlo da altre montagne con lo stesso nome sovente viene detto "Breithorn del Sempione".